# Ivan Medle
Ivan Medle (Zagreb, 10. veljače 1932. – Beč, 4. veljače 2003.), hrvatski nogometni reprezentativac.
Igrao je za NK Metalac Zagreb, NK Lokomotiva Zagreb i NK Rijeka.
Nastupio je jedan put za hrvatsku nogometnu reprezentaciju i to u Zagrebu, kada je protiv Indonezije (5-2), 12. rujna 1956. ušao u drugom poluvremenu umjesto Dražana Jerkovića. Bila je to jedina međunarodna utakmica koju je hrvatska reprezentacija odigrala u vrijeme dok je bila sastavni dio Jugoslavije.